# Vénérand
Vénérand és un municipi francès situat al departament del Charente Marítim i a la regió de la Nova Aquitània. L'any 2007 tenia 678 habitants.

## Demografia

### Població
El 2007 la població de fet de Vénérand era de 678 persones. Hi havia 272 famílies de les quals 59 eren unipersonals (20 homes vivint sols i 39 dones vivint soles), 102 parelles sense fills, 99 parelles amb fills i 12 famílies monoparentals amb fills.
La població ha evolucionat segons el següent gràfic:
Habitants censats

### Habitatges
El 2007 hi havia 313 habitatges, 268 eren l'habitatge principal de la família, 13 eren segones residències i 32 estaven desocupats. 309 eren cases i 3 eren apartaments. Dels 268 habitatges principals, 221 estaven ocupats pels seus propietaris, 39 estaven llogats i ocupats pels llogaters i 8 estaven cedits a títol gratuït; 7 tenien dues cambres, 31 en tenien tres, 98 en tenien quatre i 133 en tenien cinc o més. 224 habitatges disposaven pel capbaix d'una plaça de pàrquing. A 100 habitatges hi havia un automòbil i a 155 n'hi havia dos o més.

### Piràmide de població
La piràmide de població per edats i sexe el 2009 era:
| Homes | Edats   | Dones |
| ----- | ------- | ----- |
| 0     | 95 o +  | 0     |
| 0     | 90 a 94 | 8     |
| 0     | 85 a 89 | 4     |
| 12    | 80 a 84 | 0     |
| 4     | 75 a 79 | 16    |
| 8     | 70 a 74 | 16    |
| 8     | 65 a 69 | 4     |
| 20    | 60 a 64 | 20    |
| 12    | 55 a 59 | 16    |
| 32    | 50 a 54 | 36    |
| 28    | 45 a 49 | 28    |
| 24    | 40 a 44 | 20    |
| 16    | 35 a 39 | 12    |
| 24    | 30 a 34 | 20    |
| 8     | 25 a 29 | 24    |
| 12    | 20 a 24 | 12    |
| 28    | 15 a 19 | 8     |
| 8     | 10 a 14 | 16    |
| 12    | 5 a 9   | 32    |
| 16    | 0 a 4   | 12    |

## Economia
El 2007 la població en edat de treballar era de 428 persones, 301 eren actives i 127 eren inactives. De les 301 persones actives 271 estaven ocupades (140 homes i 131 dones) i 30 estaven aturades (15 homes i 15 dones). De les 127 persones inactives 61 estaven jubilades, 31 estaven estudiant i 35 estaven classificades com a «altres inactius».

### Ingressos
El 2009 a Vénérand hi havia 271 unitats fiscals que integraven 698 persones, la mediana anual d'ingressos fiscals per persona era de 17.839 €.

### Activitats econòmiques
Dels 19 establiments que hi havia el 2007, 1 era d'una empresa alimentària, 2 d'empreses de fabricació d'altres productes industrials, 5 d'empreses de construcció, 3 d'empreses de comerç i reparació d'automòbils, 2 d'empreses d'hostatgeria i restauració, 4 d'empreses de serveis, 1 d'una entitat de l'administració pública i 1 d'una empresa classificada com a «altres activitats de serveis».
Dels 8 establiments de servei als particulars que hi havia el 2009, 2 eren paletes, 2 guixaires pintors, 2 fusteries, 1 perruqueria i 1 restaurant.
L'únic establiment comercial que hi havia el 2009 era una fleca.
L'any 2000 a Vénérand hi havia 9 explotacions agrícoles.

## Equipaments sanitaris i escolars
El 2009 hi havia una escola elemental.

## Poblacions més properes
El següent diagrama mostra les poblacions més properes.